# Bräcke kommun
Bräcke kommun är en kommun i Jämtlands län i landskapet Jämtland i Sverige. Centralort är Bräcke.
Kommunens topografi utgörs av kraftigt kuperad bergkullsterräng, men sällan är nivåskillnaderna mer än ett par hundra meter. Cirka 78 procent av arealen utgörs av skog och dessa tillgångar har kommit att prägla det lokala näringslivet. I början av 2020-talet fanns ungefär 14 procent av arbetstillfällena i kommunen inom jord- och skogsbruket. 
Sedan kommunen bildades 1971 har befolkningstrenden varit negativ. Socialdemokraterna styrde ensamma fram till 2006. Därefter har partiet varit delaktiga i samtliga styrande koalitioner.

## Administrativ historik
Kommunens område motsvarar socknarna Bodsjö, Bräcke, Håsjö, Hällesjö, Nyhem, Revsund  och  Sundsjö. I dessa socknar bildades vid kommunreformen 1862 landskommuner med motsvarande namn, dock bildades Nyhems landskommun först 1891 genom en utbrytning ur Revsunds landskommun.
27 mars 1907 inrättades Bräcke municipalsamhälle som upplöstes vid utgången av 1955.
Vid kommunreformen 1952 bildades i området tre så kallade storkommuner: Bräcke landskommun (genom sammanslagning av de tidigare kommunerna Bräcke och Nyhem), Kälarne landskommun (av Håsjö och Hällesjö) samt Revsunds landskommun (av Bodsjö, Revsund och Sundsjö). 
Bräcke kommun bildades vid kommunreformen 1971 av Bräcke landskommun. 1974 införlivades Revsunds och Kälarne kommuner.
Kommunen ingick från bildandet till 1982 i Jämtbygdens domsaga och ingår sedan 1982 i Östersunds domsaga.

## Geografi

### Topografi och hydrografi
Kommunens topografi utgörs av kraftigt kuperad bergkullsterräng, men sällan är nivåskillnaderna mer än ett par hundra meter. I sydöst finns de högsta partierna, men där är terrängen dock mindre sönderbruten. De högsta delarna av kommunen skiljer  Indalsälven från Ljungan. Nordvästra delen av kommunen utgörs av relativt gles skog med mycket hällmark. Dalgångarna sträcker sig mot nordväst och följer berggrundssprickorna och i dessa finns ofta sjöar eller åar men i de lägre partierna hittas ofta sedimentjordar,  lämpliga för potatisodling. Områden med myrmark hittas i de skogklädda moränområdena.
Nedan presenteras andelen av den totala ytan 2020 i kommunen jämfört med riket.
|  | Bebyggelse (1,7 %) |

|  | Skog (92,8 %) |

|  | Öppen myrmark (4,7 %) |

|  | Jordbruksmark (0,6 %) |

|  | Övrig mark (0,3 %) |

|  | Bebyggelse (3,1 %) |

|  | Skog (68,0 %) |

|  | Öppen myrmark (7,2 %) |

|  | Jordbruksmark (7,4 %) |

|  | Övrig mark (14,3 %) |

### Naturskydd
År 2022 fanns 29 naturreservat i Bräcke kommun. Båthällan bildades 1946 och omfattar fem hektar. Reservatet som förvaltas av Länsstyrelsen i Jämtlands län är även klassat som Natura 2000-område. I området finns träd som är mellan 200 och 300 år gamla men också den sällsynta och hotade svampen rosenticka och den speciella fiskarten båthällsöringen. Klyttkälberget är ett annat exempel på naturreservat. Reservatet bildades 2014 och är 19 hektar. I reservatet har 21 hotade och sällsynta, rödlistade växter hittats så som  vedsvamparna blackticka, rynkskinn och doftskinn. I reservatet växer även Batmans egen läderlappslav.

### Administrativ indelning
Fram till 2016 var kommunen, för befolkningsrapportering, indelad i Bräcke-Nyhems församling, Hällesjö-Håsjö församling och Revsund, Sundsjö, Bodsjö församling.

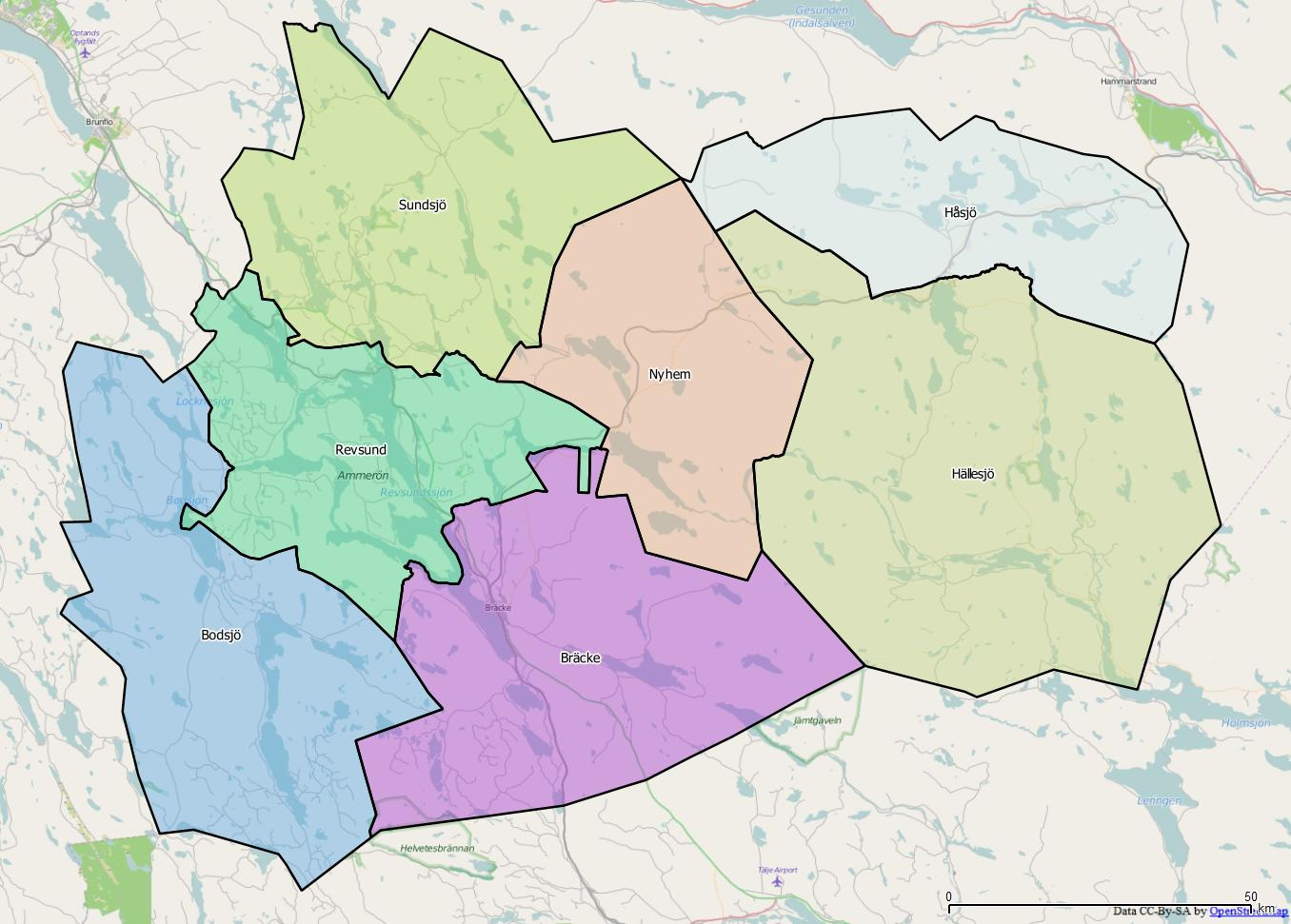
Distrikt (socknar) inom Bräcke kommun

Från 2016 indelas kommunen istället i sju distrikt, vilka motsvarar de tidigare socknarna: Bodsjö, Bräcke, Håsjö, Hällesjö, Nyhem, Revsund och Sundsjö.

### Tätorter

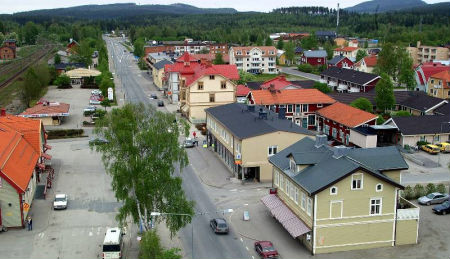
Centrala Bräcke.

År 2020 bodde 47,1 procent av kommunens invånare i någon av kommunens tätorter, vilket var lägre än motsvarande siffra för riket där genomsnittet var 87,6 procent. Vid Statistiska centralbyråns tätortsavgränsning 2020 fanns det fyra tätorter i Bräcke kommun:
| Nr | Tätort      | Folkmängd |
| -- | ----------- | --------- |
| 1  | Bräcke      | 1 467     |
| 2  | Gällö       | 692       |
| 3  | Kälarne     | 377       |
| 4  | Pilgrimstad | 373       |

Centralorten är i fet stil.

## Styre och politik

### Styre
Bräcke kommun är Socialdemokraternas starkaste kommun i Jämtlands län. Man har haft egen majoritet sedan kommunen bildades fram till 2006. I samband med Europaparlamentsvalet 2004 hölls en rådgivande folkomröstning i kommunen angående en sammanslagning med Ragunda kommun. Resultatet blev ett klart nej och planerna lades på is.
Efter kommunvalet 2006 förlorade Socialdemokraterna majoritetsställningen för första gången och inledde ett samarbete med Vänsterpartiet. Erik Magnusson (S) fick således fortsatt förtroende som kommunstyrelsens ordförande och kommunalråd. Magnusson valde emellertid att avgå från sina befattningar och efterträddes av Sven-Åke Draxten (S) den 1 juli 2008. Förste vice ordförande i kommunen var Jörgen Persson (S), andre vice ordförande Kjell Nilsson (V). Oppositionsråd var Yngve Hamberg (C).
Efter valet 2014 bildades en majoritet bestående av Socialdemokraterna, Landsbygdens framtid i Bräcke, Vänsterpartiet och Folkpartiet för att styra kommunen. Theresa Flatmo från Centerpartiet valdes till nytt oppositionsråd med 15 av 39 röster under kommunfullmäktige i november 2014. Johan Loock från Moderaterna fick 14 röster. Mandatperioden 2018–2022 styrdes kommunen av en blocköverskridande koalition bestående av Socialdemokraterna, Moderaterna och Vänsterpartiet. Det var första gången Moderaterna kom till makten i Bräcke. Valet 2018 gav resultatet att ingen av de traditionella blocken fick egen majoritet. Dessutom var ett mandat tomt eftersom Sverigedemokraterna fick tre mandat men enbart hade två valbara kandidater. Således hade den styrande koalitionen, med 15 mandat, lika många mandat som oppositionen.

### Kommunfullmäktige

#### Presidium
| Presidium 2022–2026    | Presidium 2022–2026 | Presidium 2022–2026 |
| ---------------------- | ------------------- | ------------------- |
| Ordförande             | S                   | Yngve Hamberg       |
| Förste vice ordförande | C                   | Ingrid Kjellsson    |
| Andre vice ordförande  | M                   | Marina Mellgren     |

#### Mandatfördelning 1970–2022
År 1998 minskade kommunfullmäktiges mandat från 49 till 41.
|  | 23 | 6 | 3 | 2 |

| 31 |

| 3 | 27 | 13 | 3 | 3 |

| 44 |

| 3 | 27 | 13 | 2 | 4 |

| 36 | 13 |

| 2 | 29 | 12 | 2 | 4 |

| 35 | 14 |

| 3 | 30 | 10 |  | 5 |

| 33 | 16 |

| 3 | 28 | 9 | 3 | 6 |

| 29 | 20 |

| 3 | 28 | 2 | 9 | 2 | 5 |

| 25 | 24 |

| 3 | 25 |  | 10 | 2 |  | 7 |

| 28 | 21 |

| 3 | 29 | 3 | 8 |  | 5 |

| 27 | 22 |

| 6 | 21 | 2 | 6 |  | 5 |

| 21 | 20 |

| 5 | 21 |  | 8 | 2 | 4 |

| 21 | 20 |

| 4 | 20 |  | 8 | 2 | 6 |

| 25 | 16 |

| 3 | 22 |  |  | 6 | 2 | 6 |

| 17 |  | 23 |

| 2 | 14 |  | 3 | 3 | 11 |  | 4 |

| 20 | 19 |

|  | 11 | 3 |  | 12 | 3 |

| 16 |  | 14 |

|  | 10 | 4 | 2 | 6 | 4 |

| 16 | 11 |

### Nämnder

#### Kommunstyrelse
| Presidium 2022–2026    | Presidium 2022–2026 | Presidium 2022–2026 |
| ---------------------- | ------------------- | ------------------- |
| Ordförande             | S                   | Richard Nilsson     |
| Förste vice ordförande | C                   | Bo-Göran Danielsson |
| Andre vice ordförande  | S                   | Crister Leandersson |

#### Lista över kommunstyrelsens ordförande
- Erik Magnusson, Socialdemokraterna, –2006[19]
- Sven-Åke Draxten, Socialdemokraterna, 2008–2018[20]
- Jörgen Persson, Socialdemokraterna, 1 januari 2019–juni 2022[21][22]
- Richard Nilsson, Socialdemokraterna, 1 juli 2022–

Denna lista hämtas från Wikidata. Informationen kan ändras där.

#### Övriga nämnder
| Nämnd                  | Ordförande | Ordförande   | Vice ordförande | Vice ordförande      |
| ---------------------- | ---------- | ------------ | --------------- | -------------------- |
| Bygg- och miljönämnden | S          | Sven Graff   | S               | Per-Anders Andersson |
| Valnämnden             | S          | Arne Jonsson | S               | Knut Richardsson     |

### Valresultat 2022
| Parti                            | Valdistrikt               | Valdistrikt | Kommun  |
| Parti                            | Starkaste                 | Andel       | Andel   |
| -------------------------------- | ------------------------- | ----------- | ------- |
| S                                | Gällö-Sundsjö-Pilgrimstad | 39,43 %     | 35,80 % |
| C                                | Bräcke-Bodsjö             | 26,41 %     | 22,68 % |
| SD                               | Kälarne                   | 17,25 %     | 14,18 % |
| M                                | Gällö-Sundsjö-Pilgrimstad | 18,15 %     | 13,95 % |
| JVB                              | Bräcke-Bodsjö             | 7,84 %      | 5,59 %  |
| V                                | Kälarne                   | 5,53 %      | 4,58 %  |
| KD                               | Kälarne                   | 2,02 %      | 2,16 %  |
| Data hämtat från Valmyndigheten. |                           |             |         |

Exklusive uppsamlingsdistrikt. Partier som fått mer än en procent av rösterna i minst ett valdistrikt redovisas.

### Vänorter
Bräcke kommun har fyra vänorter:
| Ort och land - Pedersöre, Finland - Taheva, Estland - Karula, Estland - Cassà de la Selva, Spanien | Sedan - 1975 - 1994 - 1994 - 2001 |

## Ekonomi och infrastruktur

### Näringsliv
Cirka 78 procent av arealen utgörs av skog och dessa tillgångar har kommit att prägla det lokala näringslivet. I början av 2020-talet fanns ungefär 14 procent av arbetstillfällena i kommunen inom jord- och skogsbruket, varav merparten inom skogsbruket. 13 procent av arbetstillfällena fanns inom tillverkningsindustrin, varav en stor del inom träförädlande företag så som sågverket Gällö Timber AB, Octowood AB och Pilgrimsta Hus Bygg AB.

### Infrastruktur

#### Transporter
Europaväg 14 genomkorsar kommunen från sydöst till nordväst. Genom kommunen går även länsvägarna 320 och 323. 
Mittbanan går genom kommunen mellan Ånge och Östersund och i Bräcke ansluter Norra stambanan som fortsätter nordost.
Kommunen har ett flertal järnvägsstationer, stationen i Bräcke trafikeras av både SJ och Norrtåg. Norrtåg trafikerar även stationerna Stavre, Gällö och Pilgrimstad.

## Befolkning

### Demografi

#### Befolkningsutveckling
Kommunen har 6 028 invånare (31 mars 2025), vilket placerar den på 261:a plats avseende folkmängd bland Sveriges kommuner.
| Befolkningsutvecklingen i Bräcke kommun 1970–2020 | Befolkningsutvecklingen i Bräcke kommun 1970–2020 | Befolkningsutvecklingen i Bräcke kommun 1970–2020 | Befolkningsutvecklingen i Bräcke kommun 1970–2020 | Befolkningsutvecklingen i Bräcke kommun 1970–2020 |
| ------------------------------------------------- | ------------------------------------------------- | ------------------------------------------------- | ------------------------------------------------- | ------------------------------------------------- |
|                                                   |                                                   |                                                   |                                                   |                                                   |
| År                                                |                                                   |                                                   | Folkmängd                                         |                                                   |
| 1970                                              | 1970                                              |                                                   | 9 938                                             |                                                   |
| 1975                                              | 1975                                              |                                                   | 9 503                                             |                                                   |
| 1980                                              | 1980                                              |                                                   | 9 224                                             |                                                   |
| 1985                                              | 1985                                              |                                                   | 8 794                                             |                                                   |
| 1990                                              | 1990                                              |                                                   | 8 739                                             |                                                   |
| 1995                                              | 1995                                              |                                                   | 8 333                                             |                                                   |
| 2000                                              | 2000                                              |                                                   | 7 577                                             |                                                   |
| 2005                                              | 2005                                              |                                                   | 7 192                                             |                                                   |
| 2010                                              | 2010                                              |                                                   | 6 885                                             |                                                   |
| 2015                                              | 2015                                              |                                                   | 6 455                                             |                                                   |
| 2020                                              | 2020                                              |                                                   | 6 181                                             |                                                   |

#### Utländsk bakgrund
Den 31 december 2014 utgjorde antalet invånare med utländsk bakgrund (utrikes födda personer samt inrikes födda med två utrikes födda föräldrar) 738, eller 11,42 % av befolkningen (hela befolkningen: 6 463 den 31 december 2014). Den 31 december 2002 utgjorde antalet invånare med utländsk bakgrund enligt samma definition 379, eller 5,12 % av befolkningen (hela befolkningen: 7 406 den 31 december 2002).

#### Invånare efter de vanligaste födelseländerna
Den 31 december 2014 utgjorde folkmängden i Bräcke kommun 6 463 personer. Av dessa var 670 personer (10,4 %) födda i ett annat land än Sverige. I denna tabell har de nordiska länderna samt de 12 länder med flest antal utrikes födda (i hela riket) tagits med. En person som inte kommer från något av de här 17 länderna har istället av Statistiska centralbyrån förts till den världsdel som deras födelseland tillhör.
| Födelseland      | Födelseland                       | Födelseland |
| ---------------- | --------------------------------- | ----------- |
| 31 december 2014 |                                   |             |
| 1                | Sverige                           | 5 793       |
| 2                | Afrika: Övriga länder             | 130         |
| 3                | Europeiska unionen: Övriga länder | 77          |
| 4                | Finland                           | 73          |
| 5                | Asien: Övriga länder              | 50          |
| 6                | Norge                             | 42          |
| 7                | Afghanistan                       | 35          |
| 7                | Somalia                           | 35          |
| 9                | Polen                             | 33          |
| 10               | Thailand                          | 31          |
| 11               | Sydamerika                        | 26          |
| 11               | Tyskland                          | 26          |
| 13               | Iran                              | 24          |
| 13               | Syrien                            | 24          |
| 15               | Nordamerika                       | 20          |
| 16               | / SFR Jugoslavien/FR Jugoslavien  | 11          |
| 17               | Danmark                           | 10          |
| 18               | Europa utom EU: Övriga länder     | 8           |
| 19               | Oceanien                          | 5           |
| 20               | Turkiet                           | 4           |
| 21               | Irak                              | 3           |
| 22               | Sovjetunionen                     | 2           |
| 23               | Kina                              | 1           |
| 24               | Bosnien och Hercegovina           | 0           |
| 24               | Island                            | 0           |
| 24               | Okänt födelseland                 | 0           |

## Kultur

### Kulturarv
I området som idag utgör Bräcke kommun har människor rört sig i mer än 5 000 år. Därför finns stenåldersfynd, gravar och gårdslämningar. Som exempel kan nämnas en uppmärksammad stenålderskniv från Gällö och en nordskandinavisk yxa från Sandnäs, men generellt finns relativt få fornlämningar I kommunen. Bland kulturhistoriska byggnader hittas exempelvis Bräcke äldsta kyrka, Bodsjö kyrka, som uppfördes 1796 och badhuset i Stavre från slutet på 1800-talet.

### Kommunvapen
Blasonering: Sköld, två gånger delad av blått, bestrött med sexuddiga gyllene stjärnor, och av guld, vari en gående svart björn med röd tunga och röda klor, samt av rött, bildande en mur med fogar av guld.
Vapnet fastställdes för Bräcke landskommun 1958 och går tillbaka på ett sigill från 1800-talet. Efter kommunombildningen 1974 fanns ytterligare två vapen, Kälarne och Revsunds, men man beslöt att registrera Bräcke gamla vapen för den nya kommunen 1975.